# Monte Carlo simulacija
Monte-Carlo metode su stohastičke (determinističke) simulacijske metode, algoritmi koji uglavnom s pomoću kvazislučajnih brojeva i velikog broja izračuna i ponavljanja predviđaju ponašanje složenih sustava u matematici, fizici, ekonomiji. 
Izvorno su osmišljene u Los Alamos državnom laboratoriju Sjedinjenih Američkih Država nedugo nakon Drugog svjetskog rata. Prvo je elektroničko računalo u SAD-u upravo bilo dovršeno, i znanstvenici u Los Alamosu su razmatrali kako da ga najbolje iskoriste za razvoj termonuklearnog oružja (hidrogenske bombe). Kasne 1946. Stanislav Ulam je predložio korištenje slučajnog uzorkovanja za simuliranje putanja neutrona, a John von Neumann je razvio detaljan prijedlog rane 1947. Ovo je dovelo do simulacija manjih razmjera koje su ipak bile neophodno važne za uspješno dovršenje projekta. Metropolis i Ulam su 1949. objavili rad u kojem su iznijeli svoje ideje, čime je načeta iskra koja je potpalila velika istraživanja tijekom 1950-ih godina. Naziv "Monte-Carlo metoda" svoje ime vuče od grada u državici Monako, slavnom po svojim kockarnicama (što je prihvaćeno na prijedlog Nicka Metropolisa, jednog od pionira Monte-Carlo metode).
U ekonomiji se rabe ze proračunavanje poslovnog rizika, promjena vrijednosti investicija, pri strateškom planiranju i slično. U kvantoj fizici za procjenu valnih funkcija, a time i brojnih fizikalnih svojstava kao što su energija, tlak, suprafluidnost, napetost površine, itd... U fizici se kosrite razni algoritmi koji koriste Monte Carlo simulacije kao što je difuzijski Monte Carlo (DMC), varijacijski Monte Carlo (VMC), Integral po putanjama Monte Carlo (PIMC)... U fizici elementarnih čestica se koristi za gotovo savršeno predviđanje raspadanja elementarnih čestica nakon sudara.